# 링크튜브
링크튜브는 대한민국의 유튜브 협찬 플랫폼이다. 유튜브 협찬을 중개하는 플랫폼으로 푸드, 생활/제품, 패션/뷰티, 여행/레져, 방문/체험, 키즈/토이, 반려동물 등의 카테고리에서 협찬을 거래할 수 있다. 2022년 2월 서비스를 리뉴얼하여 정식 오픈했다.